# تام لوك هين
تام لوك هين (بالصينية: 談樂軒) هو لاعب كرة قدم صيني في مركز الوسط، ولد في 19 يناير 1991 في هونغ كونغ في الصين. شارك مع منتخب هونغ كونغ تحت 20 سنة لكرة القدم ومنتخب هونغ كونغ تحت 23 سنة لكرة القدم ومنتخب هونغ كونغ لكرة القدم. أما مع النوادي، فقد لعب مع نادي إيسترن سبورتس ونادي سيتيزن.

## وصلات خارجية
- تام لوك هين على موقع قاعدة بيانات كرة القدم.إي يو (الإنجليزية)
- تام لوك هين على موقع Soccerway.com (الإنجليزية)